# Tmarus ehecatltocatl
Tmarus ehecatltocatl är en spindelart som beskrevs av Jiménez 1992. Tmarus ehecatltocatl ingår i släktet Tmarus och familjen krabbspindlar. Inga underarter finns listade i Catalogue of Life.